# Hukbalahap
A Hukbalahap a második világháborúban alakult Fülöp-szigeteki kommunista gerillamozgalom, a Hukbong Bayan Laban sa mga Hapon (magyarul: Japán-ellenes Nemzeti Hadsereg) rövidített neve. A szervezet használta még a Hukbong Laban sa Hapon (magyarul: Japán-ellenes Hadsereg) nevet is. A mozgalmat Luzon-sziget középső részén parasztgazdálkodók alapították. Népszerű nevük a hukok volt. 1946-ban forradalmat indítottak a Fülöp-szigeteki kormány ellen. A felkelést leverték, de számos reformot ért el.

## Eredete
A paraszti felkelés gyökerei a Fülöp-szigetek spanyol gyarmatosításáig nyúlnak vissza. A területet a hódítók felosztották egymás között, és az őslakos filippínókat kizsákmányolva igazgatták mezőgazdasági tevékenységet folytató birtokaikat. A bérlők és a földesurak közötti mély ellentét csökkentésére a terület ellenőrzését átvevő amerikaiak reformokat vezettek be a 20. század elején. Ezek nem oldották meg a problémát, de az oktatás elterjesztésével növelték a filippínók politikai tudatosságát, és a parasztok szegény, ám tanult vezetők irányításával kezdtek egyesülni. A leginkább ütőképes szervezet a Hukbalahap lett, amely a japán megszállókkal szembeni ellenállási mozgalomból vált kormányellenes szervezetté.

## Második világháború
A japán megszállás után, 1942. március 29-én a parasztvezetők egy tisztáson gyűltek össze, Sitio Bawitnál, és megalakították egységszervezetüket, a Hukbong Bayan Laban sa mga Hapont. A találkozó után Luis Taruc elnökségével felállt a katonai bizottság, amelynek tagja volt mások mellett Castro Alejandrino, Bernardo Poblete és egy nő, Felepa Culala. Még ezen a tavaszon találkoztak az amerikaiak megbízottjaival, akikkel megállapodtak az együttműködésben és a felszerelések megosztásában. Az együttműködési szándék kinyilvánítása ellenére a gerillák az amerikaiakat is ellenségnek tekintették. 
A szervezet hátországa a Luzon középső részén élő parasztság volt. Az első ötszáz harcost öt századba osztották. Vezetőik célja a marxi ideálok elérése és egy kommunista forradalom kirobbantása volt. Módszereiket más gerillavezérek terroristának bélyegezték. Ray C. Hunt, egy amerikai gerillavezér úgy jellemezte a kommunista harcosokat, hogy azok inkább merénylők, mintsem katonák, akiket fanatikusok vezetnek. A hukok filippínó földesurakat is meggyilkoltak, vagy kergettek el birtokukról Manilába, és készek voltak a legegyszerűbb helyi lakosokat is megkínozni. „Áruló ellenségei voltak minden más gerillának”, fogalmazott róluk Hunt.
Az aktív gerillák száma 1943. késő nyarán 15 és 20 ezer között volt, és ötvenezren várták a parancsokat tartalékban. A gerillák a japánokat imperialista megszállóknak tekintették, akadályozták a japán adóbegyűjtést, támadták az utánpótlási vonalakat, valamint harci- és politikai kiképzőiskolákat állítottak fel. A Hukbalahap az általa ellenőrzött területeken helyi kormányzókat nevezett ki és földreformot vezetett be. Ez a legnagyobb birtokok egységes felosztását jelentette a parasztok között, és gyakran a tulajdonos meggyilkolásával járt.

## A háború után
A háború után a Hukbalahap a Demokratikus Szövetség új politikai párt jelöltjét, Sergio Osmeñát támogatta az elnökválasztáson az általa kollaboránsnak kikiáltott Manuel Roxas ellenében. A választást megnyerő Roxas kampányba kezdett a Hukbalahap ellen. A gerillák visszahúzódtak az őserdőbe, és nyílt felkelést indítottak. 1946 és 1949 között a hadsereg és a rendvédelmi erők számos falut támadtak meg a felforgatók után kutatva.
1949-ben a szervezet tagjai megtámadták és meggyilkolták Aurora Quezont, a Fülöp-szigeteki Vöröskereszt elnökét, az ország második elnöke, Manuel L. Quezon özvegyét, akinek a támadásban a legidősebb lánya és veje is meghalt. Az akció világszerte felháborodást keltett, hiába állította a mozgalom, hogy azt renegát tagok hajtották végre. 1950-ben a szervezet új nevet – Hukbong Mapagpalaya ng Bayan (magyarul: Népi Felszabadító Hadsereg) – kapott.
A szervezet népszerűsége egyre fogyott a tagjai által elkövetett rajtaütések, rablótámadások, gyilkosságok, nemi erőszak, mészárlások, emberrablások és megfélemlítő akciók miatt. A hukok elkobzott javakból finanszírozták a szervezet működését. A mozgalom főleg a középső tartományokban – Nueva Ecija, Pampanga, Tarlac, Bulacan, Nueva Vizcaya, Pangasinan, Laguna, Bataan, Quezon – terjeszkedett.
1946-ban a kormány felállította a Nenita speciális alakulatot, amelynek az volt a feladata, hogy felkutassa és eliminálja a Hukbalahap tagjait. Vezetője Napoleon Valeriano őrnagy volt. A szervezet – jogtisztelő embereket sem kímélő – kegyetlenkedéseinek egyik következménye az volt, hogy segített a kommunista gerilláknak támogatókat találni. 1950-ben Valerianót kinevezték a 7. zászlóalj harccsoport élére Bulacanban. Az egység a korábbinál szofisztikáltabb stratégiával lépett fel a lázadók ellen, így akciói kevesebb civil áldozattal jártak. Az Egyesült Államok kiképzőkkel és anyagi támogatással segítette a fellépést a kommunisták ellen. 
1950 őszén az Amerikai Egyesült Államok Távol-keleti Hadseregének volt gerillája, Ramon Magsaysay lett a védelmi miniszter, aki azt javasolta az elnöknek, hogy függesszék fel a Habeas Corpus intézményét a lázadás időtartamára. Amerikai segítséggel Magsaysay 26-ra növelte a speciális gerillavadász zászlóaljak számát. 1952-ben az Alfredo M. Santos ezredes által vezetett alakulatok lecsaptak Guillermo Capadociára, a mozgalom egyik regionális parancsnokára, a Fülöp-szigeteki Kommunista Párt egyik alapítójára és volt főtitkárára. Capadocia szeptember 20-án egy csatában meghalt. 
A következő években a hadsereg egyre pontosabban hajtotta végre akcióit a kommunista gerillák ellen, akiknek a száma kétezer alá csökkent 1954-re. Mivel a gerillák nem kaptak jelentős támogatást a lakosságtól, ellenállásuk nem jelentett többé veszélyt az ország biztonságára. 1954 februárjában indult és szeptemberig tartott a legnagyobb gerillaellenes akció, amelynek során megadta magát Luis Taruc is. 1955-ben már kevesebb mint ezer gerilla harcolt a kormány ellen. Az 1960-as években a kommunista párt lemondott a fegyveres harcról, helyette a parlamenti politizálásra koncentrált. Sikerült elérniük, hogy a kormány elismerje a Hukbalahap veterán gerilláinak második világháborús tevékenységét.

## Fordítás
- Ez a szócikk részben vagy egészben  a   Hukbalahap című angol Wikipédia-szócikk fordításán alapul.  Az eredeti cikk szerkesztőit annak laptörténete sorolja fel. Ez a jelzés csupán a megfogalmazás eredetét és a szerzői jogokat jelzi, nem szolgál a cikkben szereplő információk forrásmegjelöléseként.

1. ↑  https://muse.jhu.edu/book/8683